# Grand Bassa County
Grand Bassa County ist eine Verwaltungsregion (County) in Liberia, sie hat eine Größe von 7 936 km² und besaß bei der letzten Volkszählung (2008)  221.693 Einwohner.
Die Verwaltungsregion untergliedert sich in acht Distrikte. Die Hauptstadt ist Buchanan im Distrikt Neekreen.
| Distrikt            | Ew. (2008) männlich | Ew. (2008) weiblich | Ew. (2008) Gesamt |
| ------------------- | ------------------- | ------------------- | ----------------- |
| Commonwealth        | 17.334              | 17.559              | 34.893            |
| District #1         | 12.555              | 12.057              | 24.612            |
| District #2         | 12.724              | 12.998              | 25.722            |
| District #3         | 25.281              | 24.244              | 49.525            |
| District #4         | 15.315              | 15.139              | 30.454            |
| Neekreen            | 15.902              | 16.661              | 32.563            |
| Owensgove           | 6.774               | 7.140               | 13.914            |
| St. John River City | 5.028               | 4.982               | 10.010            |
| Grand Bassa         | 110.913             | 110.780             | 221.693           |

Grand Bassa liegt an der Atlantikküste. Der Name Grand Bassa wurde von der hier lebenden Volksgruppe der Bassa abgeleitet. An der Küste befindet sich das Kap Brazier.

## Politik
Bei den 2005 durchgeführten ersten demokratischen Senatswahlen nach dem Bürgerkrieg wurde Gbehzohngar Milton Findley als unabhängiger Kandidat und Nathaniel Innis von der LP gewählt.